# 金敏秀
金敏秀（韓文：김민수，1985年1月14日—2008年4月29日）是已解散的南韓歌唱組合Monday Kiz的成員。2005年以Monday Kiz的名義，與李鎮成一起出道，2007年中曾因摩托車車禍而需要停止活動，其後在2008年復出後不久即在首爾再度遭遇摩托車車禍，傷重不治。Monday Kiz亦於同年8月因金敏秀的離世而解散。

## 組合專輯
- 2005年：《Bye Bye Bye》
- 2007年：《El Condor Pasa》
- 2007年：《Incompletion》
- 2008年：《Inside Story》
- 2008年：《Recollection》

## 電視劇原聲
- 2006年：MBC《狼》
- 2006年：SBS《再次微笑》
- 2006年：KBS《透明人間崔長洙》

## 其他
- 2006年：《Who's NEXT In 2006》(與建宇合作)
- 2006年：《사이언스코리아 운동 주제가 - 과학으로 만든 세상》
- 2006年：《Love Actually》(以Voice One名義，與張惠珍及一樂合作)

## 外部連結
- NAVER （页面存档备份，存于） 
- 個人迷你小窩 （页面存档备份，存于） 
- 歌迷網頁 （页面存档备份，存于） 